# Conophyma ghilarovianum
Conophyma ghilarovianum is een rechtvleugelig insect uit de familie Dericorythidae. De wetenschappelijke naam van deze soort is voor het eerst geldig gepubliceerd in 1988 door Myrzaliev.